# (24587) Kapaneus
(24587) Kapaneus (4613 T-2) – planetoida z grupy trojańczyków okrążająca Słońce w ciągu 11,74 lat w średniej odległości 5,16 j.a. Odkryta 30 września 1973 roku.